# Karl Horn (Theologe)

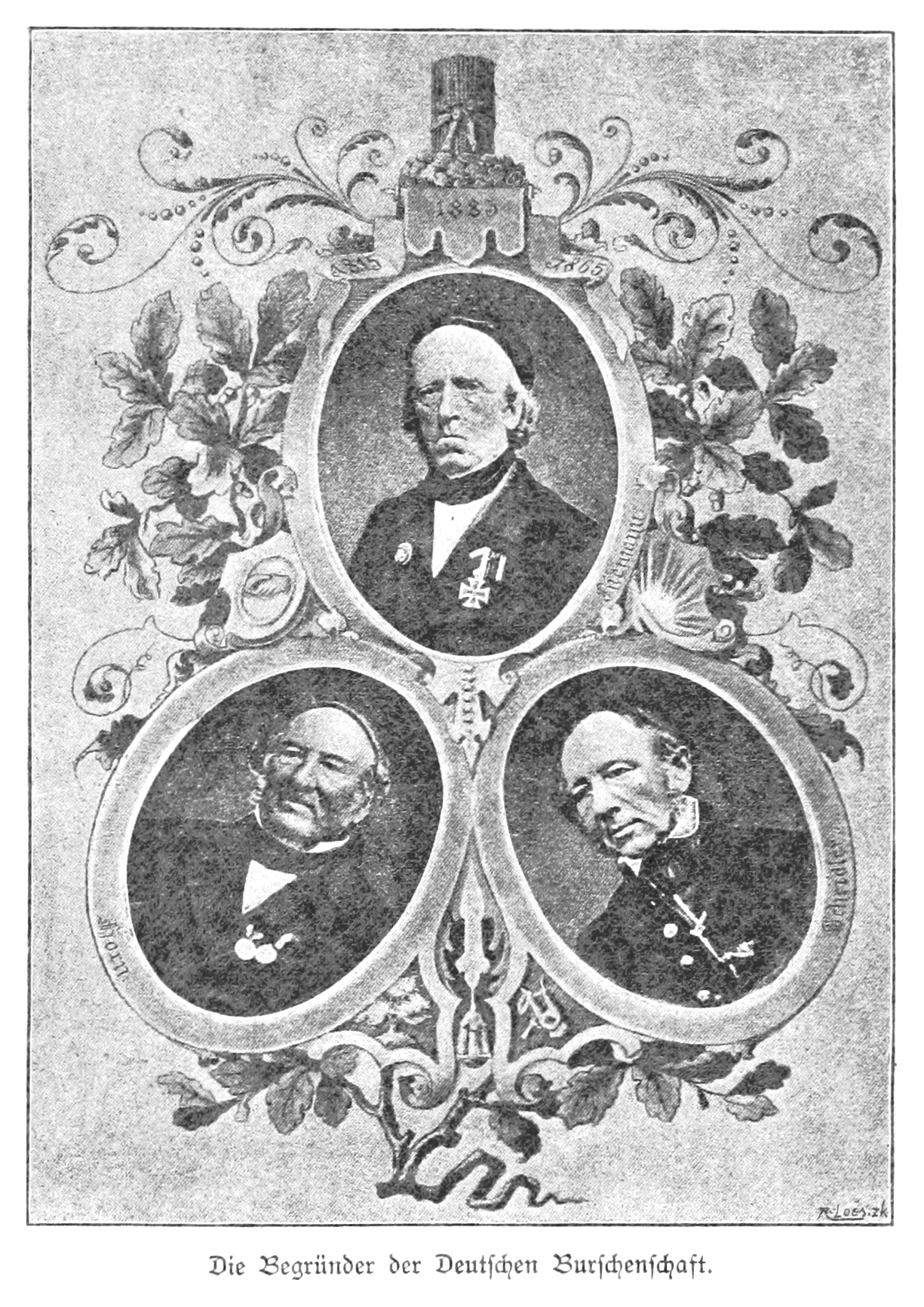
Jenaer Gedenkblatt (1883) – die Begründer der Deutschen Burschenschaften Riemann (oben), Horn (links) und Scheidler (rechts)

Carl Otto Albert Horn, kurz auch Karl Horn (* 12. Juni 1794 in Neustrelitz; † 8. April 1879 in Neubrandenburg), war ein deutscher evangelischer Theologe, Pastor  und einer der Väter der Urburschenschaft.

## Leben
Carl Horn wurde als jüngerer Sohn des Juristen Adolf Horn (1759–1823) und dessen Frau Maria (1767–1836), Tochter des evangelischen Pastors Hans Heinrich Gerling (1723–1789) und dessen Frau Maria (1767–1836), in der Residenzstadt Neustrelitz des Landesteils Mecklenburg-Strelitz geboren. Der Archivar Friedrich Horn war sein älterer Bruder.
Horn besuchte das Gymnasium Carolinum (Neustrelitz) und bestand Ostern 1812 das Abitur. Anschließend studierte er in Jena Evangelische Theologie und Philosophie, wurde 1812 Mitglied des Corps „Vandalia“ und war 1815 deren letzter Senior. Ab 1813 nahm Horn als Oberjäger im Lützowschen Freikorps an den Befreiungskriegen teil, wurde Freund und Waffengefährte von Theodor Körner und kehrte 1815 (nach anderen Quellen: 1814) nach Jena zurück, um sein Studium bis 1816 fortzusetzen. Am 12. Juni 1815 gründete Horn gemeinsam mit Heinrich (Arminius) Riemann und anderen in Jena die Urburschenschaft. Er ist unter Nr. 1 als deren Mitglied verzeichnet und wurde einer ihrer Hauptinitiatoren. Am 12. Juni 1815 wählten ihn die Burschenschafter als einen der neun Vorsteher; Horn war erster Sprecher der Urburschenschaft und von 1816 bis 1818 deren Vorsteher: „An ihrer Spitze standen die beiden Mecklenburger Horn und Riemann, stattliche, brave, junge Männer, die sich im Kriege tapfer geschlagen hatten. Der erste Sprecher, Karl Horn, der späterhin (in Friedland) als Lehrer Fritz Reuters weiteren Kreisen bekannt wurde, blieb bis ins hohe Alter dem Enthusiasmus seiner Jugend treu und starb in dem frommen Glauben, daß er mit der Stiftung der Burschenschaft ein Werk des Herrn getan habe.“ Im Januar 1816 wurde zur Friedensfeier eine Eiche auf dem Brandplatz in Jena gepflanzt „als Denkmal der erkämpften deutschen Freiheit und der neu aufgeblühten Manneskraft“.

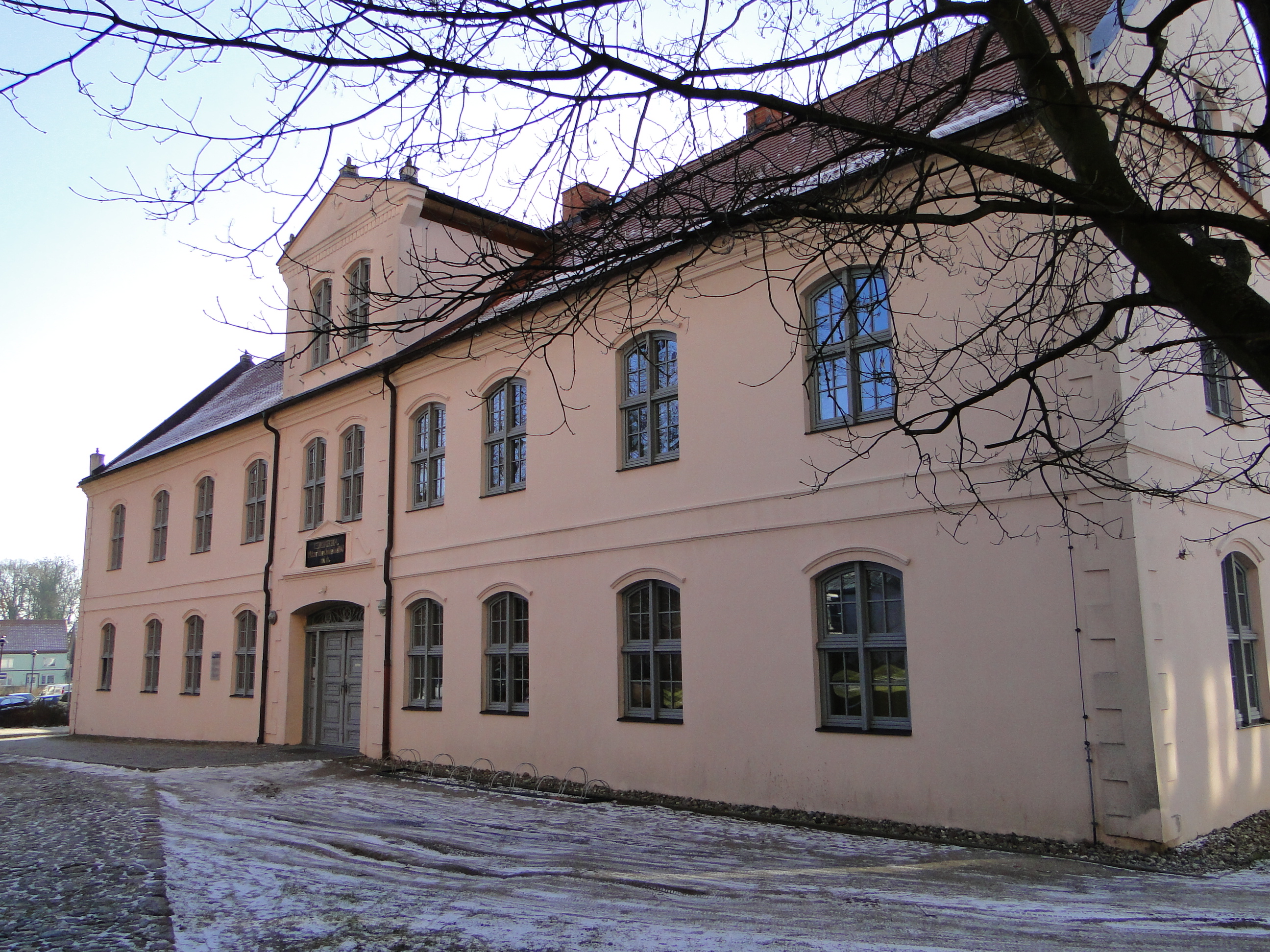
Gebäude der Gelehrtenschule zu Friedland

Nach beendeter Universitätszeit absolvierte Horn eine für Mecklenburg typische theologische Laufbahn. Er wurde zunächst Hauslehrer, 1819 Prorektor und 3. Lehrer an der Gelehrtenschule zu Friedland. Als solcher interessierte er sich besonders für das Turnwesen, das unter dem Einfluss seines Freundes Friedrich Ludwig Jahn in jenen Jahren in Friedland Fuß fasste. Von 1824 bis 1826 war Horn dort Turnvorsteher und nebenbei auch Lehrer des später berühmt gewordenen niederdeutschen Literaten Fritz Reuter, in dessen Briefen er vorkommt. Ab Januar 1826 wirkte Horn bis 1874 als Pastor in Badresch.
Mit Riemann wurde Horn zu Lebzeiten eine der Galionsfiguren der deutschen Burschenschaft. Wiederholt trat er als Festredner auf: 1858 bei der 300-Jahr-Feier der Universität Jena, 1863 bei der Körner-Feier in Wöbbelin, 1865 bei der 50-Jahr-Feier der Burschenschaft.
Im Herbst 1874 emeritiert, nahm Horn seinen Alterssitz in Neubrandenburg, wo er 1879 starb. Er wurde unter großen Anteilnahme auf dem Friedhof in Badresch beigesetzt. Sein Grab ist nicht erhalten.
Horn war dreimal verheiratet und überlebte zwei seiner Ehefrauen. Aus seinen drei Ehen sind 13 Kinder bekannt. Horn selbst wurde zum Stammvater des „Badrescher Zweigs“ seines Geschlechts.

## Schriften
- Eine Ansprache an die Festgenossen auf dem Eichplatz zu Jena den 15. Aug. 1865. Frommann, Jena [1865].
- Rede zum Gedächtnis des Vize=Landmarschalls Ad. Fr. C. von Oertzen auf Rattey. Brünslow, Neubrandenburg 1867.
- Predigt, gehalten am Tage seines Amtsjubiläums in der Pfarrkirche zu Badresch. 1869.

## Ehrungen

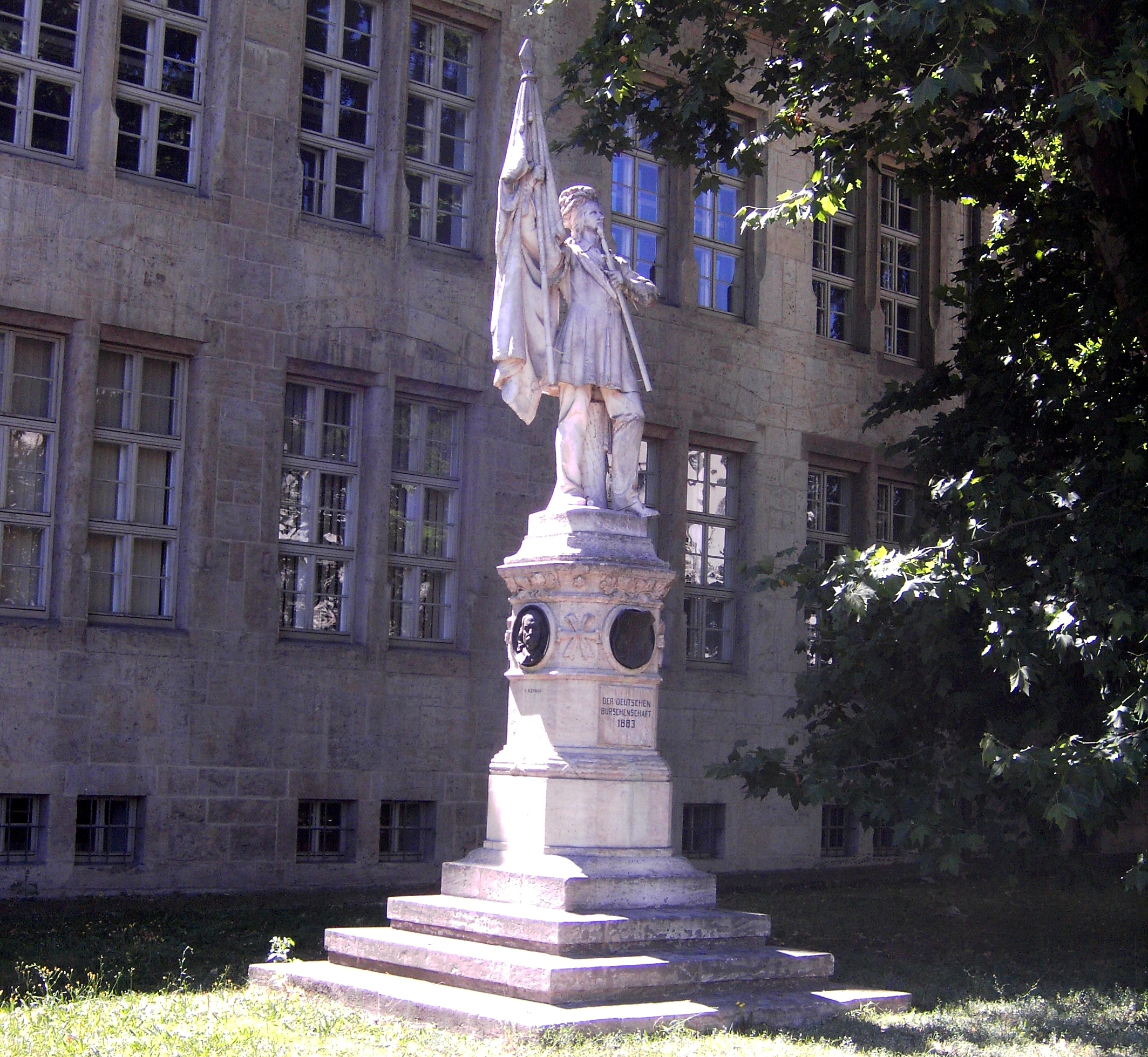
Denkmal für die Urburschenschaft und ihre Gründer in Jena

- 1813/14 Eisernes Kreuzes, Ritter [Preußen].
- Am 18. Juni 1869 zum 50-jährigen Dienstjubiläum zum Kirchenrat ernannt und bei dieser Gelegenheit von den deutschen Burschenschaften sehr gefeiert
- Reliefporträt am Burschenschaftsdenkmal des Bildhauers Adolf von Donndorf in Jena.